# Vladimír Lulek
Vladimír Lulek (21. května 1953 Šťáhlavy – 2. února 1989 Věznice Pankrác) byl recidivista a vrah. Byl posledním odsouzeným k trestu smrti a popraveným v Česku.
Před spácháním pětinásobné vraždy byl už čtyřikrát soudně trestán.
Dne 22. prosince 1986 v Předměřicích nad Labem v podnapilém stavu nejprve 36 bodnými ranami usmrtil svoji o devět let starší manželku Jaroslavu a poté ubodal i čtyři děti ve věku dvanáct, osm, sedm let a 18 měsíců. Tři starší děti měla jeho manželka z předchozích vztahů, nejmladší dceru měli ze společného vztahu. Pokusil se zabít i sousedku, která se mu snažila v jeho běsnění zabránit. Těžce ji zranil.
Za pětinásobnou vraždu a pokus o vraždu byl odsouzen k trestu smrti, který byl vykonán v ranních hodinách 2. února 1989 v Pankrácké věznici. Byl posledním popraveným na českém území. Posledním popraveným v Československu byl Štefan Svitek popravený 8. června 1989 v Bratislavě.